# Ott Tänak
Ott Tänak (Kärla Parish, 15 de outubro de 1987) é um automobilista estoniano que atualmente compete no Campeonato Mundial de Rali pela Hyundai Motorsport.
Nas temporadas de 2017 e 2018, Tänak e seu co-piloto Martin Järveoja terminaram em terceiro na classificação geral de pilotos, atrás dos rivais Thierry Neuville e Sébastien Ogier. Tänak conquistou o seu primeiro título mundial de pilotos na temporada 2019, tornando-o o primeiro estoniano a vencer o campeonato de pilotos, o primeiro não francês a vencer o título desde Petter Solberg em 2003 e o primeiro para a Toyota desde Didier Auriol em 1994.

## Vitórias no WRC
| #  | Evento                   | Temporada | Co-piloto       | Carro                    |
| -- | ------------------------ | --------- | --------------- | ------------------------ |
| 1  | Rali da Sardenha         | 2017      | Martin Järveoja | Ford Fiesta WRC          |
| 2  | Rali da Alemanha         | 2017      | Martin Järveoja | Ford Fiesta WRC          |
| 3  | Rali da Argentina        | 2018      | Martin Järveoja | Toyota Yaris WRC         |
| 4  | Rali da Finlândia        | 2018      | Martin Järveoja | Toyota Yaris WRC         |
| 5  | Rali da Alemanha         | 2018      | Martin Järveoja | Toyota Yaris WRC         |
| 6  | Rali da Turquia          | 2018      | Martin Järveoja | Toyota Yaris WRC         |
| 7  | Rali da Suécia           | 2019      | Martin Järveoja | Toyota Yaris WRC         |
| 8  | Rali do Chile            | 2019      | Martin Järveoja | Toyota Yaris WRC         |
| 9  | Rali de Portugal         | 2019      | Martin Järveoja | Toyota Yaris WRC         |
| 10 | Rali da Finlândia        | 2019      | Martin Järveoja | Toyota Yaris WRC         |
| 11 | Rali da Alemanha         | 2019      | Martin Järveoja | Toyota Yaris WRC         |
| 12 | Rali do País de Gales    | 2019      | Martin Järveoja | Toyota Yaris WRC         |
| 13 | Rali da Estónia          | 2020      | Martin Järveoja | Hyundai i20 Coupe WRC    |
| 14 | Rali do Ártico Finlandia | 2021      | Martin Järveoja | Hyundai i20 Coupe WRC    |
| 15 | Rali da Sardenha         | 2022      | Martin Järveoja | Hyundai i20 N WRC Rally1 |